# Sifilis
Sifilis, imenovan tudi lues, je bakterijska spolno prenosljiva okužba, ki jo povzroča spiroheta vrste Treponema pallidum podvrste pallidum. Glavna pot prenosa je s spolnim stikom; lahko se tudi prenaša z matere na otroka med nosečnostjo ali ob porodu, kar ima za posledico prirojeni sifilis. Druge bolezni pri ljudeh, ki so povezane s povzročiteljem Treponema pallidum, so med drugim frambezija (podvrsta pertenue), pinta (podvrsta carateum) in bedžel (podvrsta endemicum).
Znaki in simptomi sifilisa se spreminjajo, odvisno od štirih faz, v katerih je lahko bolezen (primarna, sekundarna, latentna in terciarna faza). V primarni fazi klasično se bolezen kaže v obliki razjede (trda, neboleča kožna razjeda, ki ne srbi), za sekundarni sifilis je značilen razpršen izpuščaj, ki pogosto vključuje dlani in podplate; latentni sifilis kaže le z malo simptomi ali brez njih, pri terciarnem sifilisu z gumami (t. j. specifično obliko nekroze tkiva, ki se lahko pojavi v kateremkoli organu) ter živčnimi ali srčnimi simptomi. Zaradi pogosto atipične klinične slike pa je bolezen tudi znana kot »veliki posnemovalec«. Diagnoza se postavlja po navadi na osnovi testa krvi; bakterije pa je mogoče odkriti tudi z mikroskopijo v temnem polju, fluorescentno mikroskopijo ali njim enakovrednimi metodami. Sifilis je mogoče učinkovito zdraviti z antibiotiki, zlasti prednostno z intramuskularnim benzatin penicilinom G (ali kalijevim penicilinom, ki se daje pri nevrosifilisu daje intravensko), sicer pa se daje ceftriakson, pri osebah s hudo alergijo na penicilin pa peroralno doksiciklin ali azitromicin.
Za sifilisom se meni, da je v letu 1999 po vsem svetu zbolelo dodatno 12 milijonov ljudi, pri tem je več kot 90 % primerov bilo v državah v razvoju. Zaradi splošne dostopnosti penicilina v 1940 so se stopnje okužbe ob prelomu tisočletja v mnogih državah dramatično zvišale, pogosto v kombinaciji z virusom humane imunske pomanjkljivosti (HIV). To je deloma pripisati nevarnim seksualnim praksam med moškimi, ki imajo spolne odnose z moškim, porastom promiskuitete in prostitucije ter manj pogostno rabo kondomov.

## Znaki in simptomi
Sifilis pozna štiri faze: primarno, sekundarno, latentno in terciarno fazo. in se lahko pojavi v prirojeni obliki. Sir William Osler ga je imenoval »veliki posnemovalec«, ker lahko nastopa v toliko različnih oblikah.

### Primarna faza
Primarni sifilis se dobi običajno v neposrednem spolnem stiku z nalezljivimi lezijami druge osebe. Približno po treh dneh do treh mesecih po začetni izpostavljenosti (povprečno po 21 dneh) se na mestu stika pojavi na koži razjeda, tako imenovani čankar. Običajno je to (pri 40 % primerov) enojna, trda, neboleča, nesrbeča razjeda kože s čisto osnovo in ostrimi mejami, velikosti 0,3 – 3,0 cm. Razjeda pa ima lahko skoraj poljubno obliko. V klasični obliki se pojavi kot makula, ki se razvije v papulo in končno do erozijo ali razjedo. Občasno so lahko prisotne večkratne razjede (~ 40 %), pri čemer so pogostejše pri bolnikih s sočasno okužbo z virusom HIV.  Razjede so lahko boleče ali mehke(30 %),  in se lahko pojavijo izven spolovil (2-7 %).  Najpogostejše mesto je pri ženskah maternični vrat (44 %), penis pri heteroseksualnih moških (99 %), in relativno pogosto analno in rektalno pri moških, ki imajo spolne odnose z moškimi (34 %). Pogosto (80 %) na mestu okužbe pride do povečanih bezgavk  po sedmih do desetih dneh po nastanku razjede. Lezija lahko traja tri do šest tednov, če se je ne zdravi.

### Sekundarna faza
Do pojava sekundarnega sifilisa pride približno 4–10 tednov po primarni okužbi. Sekundarna bolezen se kaže na mnogo različnih načinov, simptomi najpogosteje vključujejo kožo, sluznice in bezgavke. Trup in okončine, med drugim dlani in podplate, lahko pokriva simetričen, rožnat izpuščaj, ki ne srbi. Izpuščaj lahko postane makulopapulozni ali pustularni.  To so lahko ploske, široke, belkaste razjede, podobne bradavicam, znane kot condiloma latum na sluznicah. V vseh teh lezijah se skrivajo bakterije, tako da so kužne. Drugi simptomi so lahko med drugim vročina, vneto grlo, slabo počutje, izguba teže, izpadanje las in glavobol. Redki znaki so lahko hepatitis, obolenje ledvic, artritis, periostitis, optični nevritis, uveitis in intersticijski keratitis. Akutni simptomi običajno izginejo po treh do šestih tednih; vendar pa lahko pri 25 % prizadetih pride do ponovitve sekundarnih simptomov. Veliko ljudi, pri katerih se ugotovi sekundarni sifilis (40–85 % žensk, 20–65 % moških), o tem, da bi imeli predhodno za primarni sifilis značilni čankar, ne poroča

### Latentna faza
Latentni sifilis je opredeljen kot oblika, pri kateri je prisoten serološki dokaz za okužbo, vendar brez znakov bolezni. V Združenih državah Amerike to fazo dodatno delijo na zgodnjo (manj kot 1 leto po sekundarnem sifilisu) in pozno obliko (več kot 1 leto po sekundarnem sifilisu). Združeno kraljestvo kot mejo med zgodnjim in poznim latentnim sifilisom postavlja dve leti po sekundarnem sifilisu. Zgodnji latentni sifilis lahko kaže ponovitve simptomov.  Pozni latentni sifilis je brez simptomov in ni tako nalezljiv kot zgodnji latentni sifilis.

### Terciarna faza
Terciarni sifilis se lahko pojavi približno 3 do 15 let po prvotni okužbi in se lahko razdeli v tri različne oblike: gumatozni sifilis (15 %), kasni nevrosifilis (6,5 %) in kardiovaskularni sifilis (10 %). Če se bolezni ne zdravi, lahko tretjina okuženih razvije terciarno obliko. Ljudje s terciarnim sifilisom niso kužni.
Gumatozni ali benigni sifilis se pojavlja 1 do 46 let po začetni okužbi, s povprečjem 15 let.  Za to stanje je značilen nastanek kroničnih gum, to je mehkih, tumorjem podobnih vnetnih krogel, ki se lahko po velikosti znatno razlikujejo Tipično prizadevajo kožo, kosti in jetra, se pa lahko pojavijo kjerkoli.
Pri nevrosifilisu gre za okužbo, ki napada centralni živčni sistem. Lahko se pojavi zgodaj, bodisi asimptomatsko bodisi kot sifilitični meningitis, ali pozno, kot meningovaskularni sifilis, splošna pareza ali tabes dorsalis, ki je povezan s poslabšanim čutom za ravnotežje in žgočimi bolečinami v spodnjih okončinah.  Do poznega nevrosifilisa običajno pride 4-25 let po začetni okužbi.  Meningovaskularni sifilis se običajno javlja z apatijo in napadi in splošno parezo, ki so spremljata demenca in tabes dorsalis. Prav tako lahko pride do zenic Argyll Robertsona; zenice se pri tem obojenstransko zožijo, kadar se prizadeta oseba osredotoča na predmete v bližini, če pa je oseba izpostavljena močni svetlobi, se pa ne zožijo.
Kardiovaskularni sifilis se po navadi pojavi 10–30 let po prvotni okužbi.  Najpogostejši zaplet je sifilitični aortitis, pri čemer lahko nastane anevrizma aorte.

### Prirojena oblika
Prirojeni sifilis je bolezen, s katero se je prizadeta oseba okužila med nosečnostjo ali ob rojstvu. Dve tretjini sifilitičnih otrok se rodi brez simptomov. Običajni simptomi, ki se razvijejo se v prvih nekaj letih življenja: hepatosplenomegalija (70 %), izpuščaj (70 %), vročina (40%), nevrosifiliis (20 %), in pnevmonitis (20 %). Če se bolezni ne zdravi, lahko pride v 40 % do poznega prirojenega sifilisa, med drugim z deformacijo v obliki sedlastega nosu, Higoumenakisovega znaka, sabljasto čeljustjo, ali Cluttonovimi sklepi.

## Vzrok

### Bakteriologija
Treponema pallidum podvrsta pallidum je gram-negativna, zelo gibljiva bakterija spiralne oblike. Pri ljudeh so tri bolezni povezane s povzročiteljem Treponema pallidum: frambezija (podvrsta pertenue),  pinta (podvrsta carateum) in bejel (podvrsta endemicum). Za razliko od podtipa pallidum živčnih bolezni ne povzročajo. Ljudje so edini znani naravni rezervoar za podvrsto pallidum. Brez gostitelja bakterija ne preživi več kot nekaj dni.  V majhnem genomu (1,14 MDa) ni kode za presnovne poti, ki so potrebne za večina njenih makro-hranil.  Ima počasen podvojitveni čas več kot 30 ur.

### Prenos
Sifilis se prenaša predvsem s spolnim stikom ali v nosečnosti od matere na njen plod; spiroheta lahko prehaja skozi nedotaknjeno sluznico ali ogroženo kožo. Bolezen je tako prenosljiva s poljubljanjem v bližini lezije, kot tudi z oralnim, vaginalnim in analnim seksom. Približno 30 do 60 % oseb, izpostavljenih primarnemu ali sekundarnemu sifilisu, se oku#i z boleznijo. Kako nalezljiva je bolezen. ponazarja dejstvo, da ima posameznik, cepljen z ne več kot 57 organizmi, 50% verjetnost, da se okuži.  Večina (60 %) novih primerov v ZDA do moški, ki imajo spolne odnose z moškimi.  Lahko se prenaša z izdelki iz krvi. Kri pa se v številnih državah testira, tako da je tveganje po tej poti nizko.  Tveganje za prenos prek delitve igel je se zdi omejeno.
Na splošno sifilisa ni mogoče dobiti prek straniščnih sedežev, vsakodnevnih dejavnosti, vroče kadi ali obojestranske uporabe jedilnega pribora ali oblačil. Vzrok je predvsem hitra smrt bakterije izven telesa, tako da je prenos prek  predmetov zelo otežen.

## Diagnoza
V zgodnji fazi obolenja je sifilis težko diagnosticirati. Diagnoza se potrjuje s pomočjo krvnih testov ali z neposrednim izvidom (mikroskopija).  Krvni testi se uporabljajo bolj pogosto, saj jih je laže izvesti. Diagnostični testi pa ne morejo razlikovati med fazami bolezni.

### Krvni testi
Krvni testi se delijo na  netreponemske in treponemske teste. Netreponemski testi se prvi uporabljajo in vključujejo test VDRL ( krajš. Veneral Disease Research Laboratories) in hitri plazemski reaginski test. Ti testi pa so občasno lažno pozitivni, tako da jih je treba potrditi s preizkusom na treponeme, kot recimo s testom TPHA (aglutinacija delcev treponeme pallidum) ali s testom vpijanja protiteles na treponeme v fluorescenci (FTA-ABS). Lažni pozitivni izidi so pri netreponemskih testih možni tudi v prisotnosti nekaterih virusnih okužb, kot so norice in ošpice, kot tudi pri limfomu, tuberkulozi, malariji, endokarditisu, obolenju vezivnega tkiva in nosečnosti. Testi protiteles na treponeme navadno postanejo pozitivni dva do pet tednov po začetni okužbi. Nevrosifilis se diagnosticira v primeru velikega števila levkocitov (predvsem limfocitov) in visoke ravni beljakovin v likvorju pri primerih prepoznane okužbe s sifilisom.

### Neposredno testiranje
Za takojšnjo diagnozo se lahko uporabi mikroskopija v temnem polju serumske tekočine iz čankra.  Bolnišnice pa nimajo vedno opreme ali izkušenih uslužbencev, ki bi lahko testiranje opravili v zahtevanih 10 minutah po pridobitvi vzorca. Za  občutljivost poročajo, da znaša skoraj 80 %, tako da je mogoče diagnozo le potrjevati, ne pa je tudi izključiti.  Na vzorcu iz razjede je mogoče opraviti dva druga preizkusa: testiranje na protitelesa z neposredno fluorescenco in test  verižne pomnožitve nukleinske kisline.  Test z neposredno fluorescenco uporablja protitelesa z oznako na fluorescein, ki se vežejo na za sifilis značilne beljakovine, test verižne pomnožitve pa uporablja tehnike, kot je verižna reakcija s polimerazo, ki odkriva prisotnost za sifilis specifičnih genov.  Ti testi so časovno manj občutljivi, saj za diagnozo ne potrebujejo živih bakterij.

## Preventiva
Od 2010 še ni na voljo cepiva proti sifilisu. Vzdržnost, kar se intimnega fizičnega stika z okuženo osebo tiče, učinkovito zmanjšuje prenos sifilisa, prav tako tudi pravilna uporaba kondoma iz lateksa. Uporaba kondoma pa tveganja ne zmanjša popolnoma. Ameriški Center za nadzor in preprečevanje bolezni priporoča dolgoročen in obojestransko monogamen odnos z neokuženim partnerjem in svetuje, izogibati se snovem, kot so  alkohol in druge droge, ki nevarnost za tvegano spolno vedenje zvišujejo.
Prirojen sifilis pri novorojenčkih se lahko prepreči s testiranjem mater v zgodnji nosečnosti in z zdravljenjem okuženih oseb. Delovna skupina za zaščitne službe ZDA (USPSTF) zelo priporoča pregled za vse nosečnice. medtem ko Svetovna zdravstvena organizacija priporoča, da se vse ženske testirajo, ob prvem obisku pred rojstvom in kasneje v tretjem trimesečju. Če so pozitivne, priporočajo tudi zdravljenje njihovih partnerjev. Prirojen sifilis pa je še vedno pogost v državah v razvoju, kjer mnoge nosečnice ostajajo brez kakršnekoli predporodne nege oziroma kjer predporodna nega ne obsega pregleda, poleg tega se še vedno občasno pojavlja v razvitem svetu, saj je za osebe, pri katerih je verjetnost za sifilis visoka (zaradi jemanja drog itd.), tudi zelo neverjetno, da bi bile deležne zdravljenja med nosečnostjo. Številni ukrepi za povečan dostop do testov se zdi učinkujejo, saj zmanjšujejo stopnje prirojenega sifilisa v državah z nizkimi do srednjimi dohodki.
Sifilis je v Sloveniji na seznamu nalezljivih bolezni, za katere veljajo splošni in posebni ukrepi za njihovo preprečevanje in obvladovanje v Kanadi  Evropski uniji, ZDA in (seveda) Republiki Sloveniji   To pomeni, da so izvajalci zdravstvenih storitev dolžni obvestiti organe za javno zdravje, ki bodo potem v najboljšem primeru obvestili bližnje prizadete osebe. Zdravniki lahko tudi spodbujajo bolnike, naj vplivajo na svoje partnerje, da se obrnejo na zdravstveno službo.  CDC priporoča spolno aktivnih moškim, ki imajo spolne odnose z moškimi, da se testirajo vsaj enkrat na leto.

### Zgodnje okužbe
Na prvem mestu je za zdravljenje nezapletenega sifilisa še vedno  benzatin penicilin G, en odmerek intramuskularno, ali pa azitromicin, en odmerek oralno. Doksiciklin in tetraciklin sta alternativi; zaradi nevarnosti, da pride do porodnih okvar, se nosečnicam ne priporočata. Odpornost proti antibiotikom je videti pri številnih učinkovinah, kot so makrolidi, klindamicin in rifampin. Cefalosporin Ceftriakson, antibiotik tretje generacije, je lahko enako učinkovit kot zdravila na osnovi penicilina. Zdravljeni osebi se svetuje, da se, dokler se rane ne zacelijo, spolnim odnosom izogiba.

### Pozne okužbe
Zaradi slabe penetracije penicilina G v osrednje živčevje se prizadetim pri nevrosifilisu priporočajo večji odmerki penicilina intravensko v trajanju najmanj 10 dni. Če je oseba alergična, se lahko uporabi ceftriakson ali pa se skušati z desenzitizacijo za penicilin.  Druge pozne oblike se zdravijo lahko z enkrat tedensko intramuskularno injekcijo penicilina G tri tedne dolgo. Osebe z alergijo lahko kot pri zgodnji obliki bolezni dobivajo doksiciklin ali tetraciklin, čeprav za daljše obdobje.  Zdravljenje na tej stopnji omejuje nadaljnje napredovanje bolezni, vendar ima le rahel vpliv na okvare, do katerih je že prišlo.

### Jarisch-Herxheimerjeva reakcija
Eden od možnih stranskih učinkov zdravljenja je Jarisch-Herxheimerjeva reakcija.  Pogosto se začne v času do ene ure in traja 24 ur, s simptomi, kot so vročina, bolečine v mišicah, glavobol, in tahikardija. Vzrok so citokini, ki jih imunski sistem sprošča v odgovor na lipo-proteine, ki se sproščajo med razpadanjem bakterij sifilisa.

## Epidemiologija
| ni podatkov <35 35-70 70-105 105-140 140-175 175-210 | 210-245 245-280 280-315 315-350 350-500 >500 |

S sifilisom naj bi se leta 1999 okužilo dodatno 12 milijonov ljudi, več kot 90 % teh primerov v državah v razvoju. Letno prizadene 700.000 do 1,6 milijona nosečnosti, s posledicami kot so spontani splavi, mrtvorojeni otroci in prirojeni sifilis. Leta 2010 je zaradi bolezni prišlo do 113.000 smrti, znižanje z 202.000 v letu 1990. V podsaharski Afriki je sifilis vzrok za okoli 20 % smrti ob porodu. Ravni so ustrezno višje pri jemalcih intravenskih mamil, pri osebah, okuženih s HIV, in pri moških, ki spolno občujejo z moškimi. v ZDA je obolevnost leta 2007 bila pri moških šestkrat pogostejša kot pri ženskah, leta 1997 pa je bila še vedno na skoraj isti ravni. Afriški Američani predstavljajo skoraj polovico vseh primerov leta 2010.
V Evropi je sifilis bil precej pogosten v 18. in 19. stoletju. V začetku 20. stoletja so ob široki uporabi antibiotikov okužbe tja do 1980–1990 hitro padale. Od leta 2000 dalje pogostnost sifilisa v ZDA, Kanadi, Avstraliji in v Evropi narašča, predvsem pri moških, ki imajo spolne odnose z moškimi. Raven sifilisa med Američankami pa je v tem obdobju ostala nespremenjena, v Veliki Britaniji pa se je za ženske povečala, vendar počasneje kot pri moških. Na Kitajskem in v Rusiji je po letu 1990 prišlo do povečane ravni med heteroseksualci. Vzrok za to pripisujejo nevarnim spolnim navadam, kot je promiskuiteta, prostitucija, in zmanjšana rabo zaščite.
Če se ne zdravi, znaša smrtnost 8 % do 58 %, pri čemer je umrljivost pri moških višja. Simptomi sifilisa so se tekom 19. in 20. stoletja omilili, deloma zaradi splošne dostopnosti učinkovitega zdravljenja, delno pa zaradi zmanjšane virulence spirohete. Če se začne zdraviti zgodaj, pride le redko do zapletov. Sifilis tveganje za prenos virusa HIV povečuje za dva do petkrat, pogosto pride do sočasne okužbe (30–60 % v številnih urbanih središčih).

## Zgodovina
Natančen izvor sifilisa je sporen.  Sifilis je bil nesporno prisoten v obeh Amerikah pred prihodom Evropejcev. Sporen je odgovor na vprašanje, ali je bil v tem času sifilis prisoten tudi drugje po svetu. Eden od dveh osnovnih hipotez predlaga, da so sifilis v Evropo prenesli mornarji Krištofa Kolumba ob vrnitvi iz Amerike. Druga hipoteza pravi, da je sifilis v Evropi obstajal že prej, vendar je ostal neopažen do trenutka kmalu po Kolumbovem povratku.  Hipotezi imenujejo  Kolumbijska in  pred-Kolumbijska hipoteza. Dostopni dokazi najbolje podpirajo kolumbijsko hipotezo. O izbruhu sifilisa v Evropi prvič poročajo v 1494 ali 1495 v  Neaplju, Italija, v času francoske invazije (Italijanska vojna 1494-1498). Ker se je bolezen razširila po vrnitvi francoskih vojakov, so jo prvotno poznali kot "francosko bolezen". Ime "sifilis" ji je dal italijanski zdravnik in pesnik Girolamo Fracastoro z naslovom svoje pesmi v latinščini, v kateri v daktilskem heksametru opisuje, kako bolezen divja po Italiji. Zgodovina ga pozna kot "Velike osepnice".
Povzročitelja bolezni, bakterijo Treponema pallidum, sta prva opisala Fritz Schaudinn in Erich Hoffmann leta 1905. Prvi učinkovito zdravilo (Salvarsan) je razvil leta 1910 Paul Ehrlich, sledili pa so mu kasneje preizkusi uspešnosti penicilina in potrditev njegove učinkovitosti leta 1943. Pred prihodom učinkovitega zdravljenjase je kot zdravilo običajno uporabljalo živo srebro in pa izolacija, s posledicami, ki so bile pogosto hujše od bolezni same.
Številne znane osebe iz zgodovine, tako Franz Schubert, Arthur Schopenhauer in Édouard Manet) naj bi bolehale za sifilisom.

## Družba in kultura

### Umetnost in literatura
Prva znana upodobitev za sifilisom obolelega je Dürerjeva slika Sifilitik, lesorez, ki naj bi kazal t. i. Landsknechta, to je plačanca s Severne Evrope. Mit o  femme fatale - usodne ženske ali strupenjače v 19. stoletju je verjetno vsaj delno posledica opustošenja, ki ga je za seboj puščal sifilis, s klasičnimi primeri v literaturi, kot je recimo  Keatsova La Belle Dame sans Merci.

### Poizkusi v Tuskegee in v Gvatemali
Med najbolj razvpite primere vprašljive medicinske etike 20. stoletja sodi ameriška raziskava sifilisa v Tuskegee. Raziskava je tekla v kraju Tuskegee, Alabama, podpirala pa jo je  Javna zdravstvena služba ZDA (PHS) v sodelovanju z Institutom Tuskegee. Raziskava se je začela leta 1932, ko je bil sifilis razširjen problem, in zanj ni bilo varnega in učinkovitega zdravljenja. Namen študije je bil meriti, kako sifilis, če se ne zdravi, napreduje. Leta 1947 je bil penicilin dokončno potrjen kot učinkovito zdravilo za sifilis, tako da se je vse bolj pogosto začelo uporabljati.  Voditelji raziskave pa so se odločili z raziskavo nadaljevati in udeležencem zdravljenja s penicilinom niso omogočili. Vprašanje ostaja odprto, obstajajo ugotovitve, da se je penicilin dajal številnih osebam. Raziskava je trajala vse do 1972.
Eksperimente s sifilisom so izvajali tudi v Gvatemali v času 1946-1948. Šlo je za  poskuse na ljudeh, ki so jih sponzorirale ZDA v času vlade Juan José Arévala, v njej pa so sodelovali nekateri uslužbenci ministrstva za zdravje in uradniki. Zdravniki so brez privoljenja prizadetih okuževali vojake, zapornike in duševne bolnike s sifilisom in drugimi spolno prenosljivimi boleznimi in jih zdravili z antibiotiki. Oktobra 2010 so se Združene države Gvatemali uradno opravičile za te poskuse.

## Raziskave
Za ljudi cepivo ni na voljo. V živalskih modelih pa več cepiv na osnovi treponemalnih beljakovin zmanjšuje nastanek razjed. Nadaljnje raziskave so v teku.